# عبد العزيز المقالح
عبد العزيز صالح المَقالِح (1937 - 28 نوفمبر 2022)، أديب وشاعر وناقد يمني، ولد عام 1937 في قرية المقالح في محافظة إب. تولى رئاسة المجمع العلمي اللغوي اليمني. يُعد في مقدمة شعراء اليمن المعاصرين، وأحد أبرز الشعراء العرب في العصر الحديث. ويُعتبر «رائد القصيدة اليمنية المعاصرة»، وتدين له أجيال من شعراء اليمن الشباب بالأبوة الرمزية.

## المسيرة المهنية
بدأ كتابة الشعر عندما بلغ الرابعة عشر، ودرس على مجموعة من العلماء والأدباء في مدينة صنعاء. تخرج من دار المعلمين في صنعاء عام 1960، وواصل تحصيله العلمي حتى حصل على الشهادة الجامعية عام 1970، وفي عام 1973 حصل على درجة الماجستير في اللغة العربية وآدابها من كلية الآداب جامعة عين شمس ثم درجة الدكتوراه عام 1977 من نفس الجامعة، وترقى إلى الأستاذية عام 1987. تميزت كتابته بشيء من الكلاسيكية، لكنها سرعان ما انفتحت على الحداثة. عرف عنه كتابته لقصيدة «أن يحرمونا يا حبيب الغرام» وتغنى بها الفنان اليمني أحمد فتحي. عُين عُضواً في الهيئة الإستشارية لمشروع «كتاب في جريدة».

## المناصب
- عمل أستاذاً للأدب والنقد الحديث في كلية الآداب - جامعة صنعاء.
- رئيس جامعة صنعاء من 1982 - 2001.
- رئيس مركز الدراسات والبحوث اليمني.
- عضو في مجمع اللغة العربية بالقاهرة.
- عضو مؤسس للأكاديمية الدولية للشعر في إيطاليا.
- عضو في مجمع اللغة العربية بدمشق.
- عضو مجلس أمناء مركز دراسات الوحدة العربية في بيروت.
- المستشار الثقافي لرئيس الجمهورية اليمنية علي عبد الله صالح منذ عام 2001.

## الجوائز والأوسمة
- حصل على جائزة لوتس للأدب عام 1986م.
- حصل على وسام الفنون والآداب – عدن 1980م.
- حصل على وسام الفنون والآداب - صنعاء 1982م.
- حصل على جائزة الثقافة العربية، اليونسكو، باريس 2002م.
- حصل على جائزة الفارس من الدرجة الأولى في الآداب والفنون من الحكومة الفرنسية، 2003م.
- حصل على جائزة الثقافة العربية من المنظمة العربية للتربية والثقافة والعلوم (أليكسو)، 2004م.
- حصل على جائزة الشعر من مؤسسة سلطان[9] بن علي العويس الثقافية 2010م.[10]

## المؤلفات

### المؤلفات الشعرية
- لا بد من صنعاء، 1971م
- مأرب يتكلّم، بالاشتراك مع السفير عبده عثمان، 1972م
- رسالة إلى سيف بن ذي يزن، 1973م
- هوامش يمانية على تغريبة ابن زريق البغدادي، 1974م
- عودة وضاح اليمن، 1976م
- الكتابة بسيف الثائر علي بن الفضل، 1978م
- الخروج من دوائر الساعة السليمانيّة، 1981م
- وراق الجسد العائد من الموت، 1986م
- أبجدية الروح، 1998م
- كتاب صنعاء، 1999م
- كتاب القرية، 2000م
- كتاب الأصدقاء، 2002م
- كتاب بلقيس وقصائد لمياه الأحزان، 2004م
- كتاب المدن، 2005م
- بالقرب من حدائق طاغور. 2018م.[11]

### المؤلفات الأدبية
- الأبعاد الموضوعية والفنية لحركة الشعر المعاصر في اليمن - دار العودة - بيروت 1978.[12]
- شعر العامية في اليمن - دار العودة - بيروت 1978.[13]
- قراءة في أدب اليمن المعاصر.[14]
- أصوات من الزمن الجديد - دراسات في الأدب العربي المعاصر، دار العودة - بيروت 1980.[15]
- الزبيري ضمير اليمن الوطني والثقافي.
- يوميات يمانية في الأدب والفن.
- قراءات في الأدب والفن.
- أزمة القصيدة الجديدة (1981).[16][17]
- قراءة في كتب الزيدية والمعتزلة.
- عبد الناصر واليمن: فصول من تاريخ الثورة اليمنية - دار الحداثة بيروت (1986 - طبعة منقحة ومزيدة).[18]
- البدايات الجنوبية - دار الحداثة بيروت 1986.[19]
- تلاقي الأطراف.
- الحورش الشهيد المربي.
- عمالقة عند مطلع القرن.
- الوجه الضائع، دراسات عن الأدب والطفل العربي، دار المسيرة 1985.[20]
- شعراء من اليمن.
- نقوش مأربية؛ دراسات في الإبداع والنقد الأدبي (2004).[21]

- مدارات في الثقافة والأدب (2008).[22]
- مرايا النخل والصحراء (2011).[23]
- ذاكرة المعاني (2018).

## دراسات عن شعره
- إضاءات نقدية: د. عز الدين إسماعيل ود. أحمد عبد المعطي حجازي وآخرون.
- النص المفتوح دراسات في شعر د. عبد العزيز المقالح: مجموعة من النقاد.
- بنية الخطاب الشعري: د. عبد الملك مرتاض.
- شعرية القصيدة: د. عبد الملك مرتاض.
- الحداثة المتوازنة (عبد العزيز المقالح: الحرف، الذات، والحياة): د. إبراهيم الجرادي.
- المضامين السيكولوجية في شعر د. عبد العزيز المقالح: جاسم كريم حبيب.
- ثلاثة شعراء معاصرين من اليمن (باللغة الإنجليزية): بهجت رياض صليب.
- الدكتور عبد العزيز المقالح ناقداً: د. ثابت بداري.
- الصورة في شعر المقالح(الأبعاد الرمزية والسيكولوجية قراءة تأويلية في سيموطيقيا النص):[24] د.محمد مسعد العودي

## وفاته
فارق المقالح الحياة في صنعاء، يوم الإثنين 28 نوفمبر/ تشرين الثاني 2022، بعد معاناة طويلة مع المرض. وقد نعاه مسؤولون حكوميون ومثقفون وأدباء، مؤكدين مكانته الثقافية والأدبية في اليمن والعالم العربي. ونعاه اتحاد الأدباء والكتاب اليمنيين في بيان قائلاً: «إن اليمن والأمة العربية والعالم خسروا بوفاة شاعر اليمن الكبير المقالح واحدا من أهم الأسماء الشعرية التي مثلت إضافة ورصيدا لقصيدة التفعيلة والنقد العربي الحديث، علاوة على التعليم الأكاديمي الذي كان المقالح من أبرز أعلامه». وأضاف البيان: «إن ما تمتعت به قصيدته الحديثة ومقاله الرصين من سمات عززت من مكانته وكرست حضوره الإبداعي والإنساني اسما كبيرا وعلما عظيما من أعلام القصيدة العربية».
كما نعى مسؤولون حكوميون وأدباء الأديب والشاعر البارز، إذ قال عبدالباسط القاعدي، وكيل وزارة الإعلام اليمنية، على تويتر: «إن اليمن فقدت المثقف والأديب والشاعر الكبير الدكتور عبدالعزيز المقالح الذي وافته المنية اليوم بعد حياة حافلة بالكفاح والبذل والعطاء والإنتاج الفكري والأدبي الغزير».

## وصلات خارجية
- موقع الصحفي نت